# Shadow of Memories
Shadow of Memories (シャドウ オブ メモリーズ?), noto come Shadow of Destiny nel mercato nordamericano, è un videogioco d'avventura pubblicato nel 2001 da Konami per PlayStation 2.

## Trama
La storia si svolge nell'aprile 2001 in una città tedesca con protagonista un ragazzo di nome Eike Kusch, 22 anni. Mentre vagava per le strade viene accoltellato e ucciso. Subito dopo si ritrova in un'anticamera della morte dove la voce di una creatura chiamata Homunculus gli parlerà e gli offrirà la possibilità di viaggiare nel tempo, al fine di salvarsi la vita. Così Eike dovrà viaggiare in varie epoche completamente differenti tra di loro, nella speranza di scoprire le cause della sua morte e avere la meglio sul destino.
Con il progredire della vicenda, si scoprirà che tutta (o quasi) la nostra storia ruota attorno alla pietra filosofale. Con il progredire della storia, viene svelato che grazie a essa è possibile non solo creare un elisir in grado di curare qualsiasi malattia, ma che è dalla pietra stessa che è anche nato lo stesso Homunculus. Al suo interno è contenuta l'intera forza vitale di quest'ultimo. Non viene mai chiarito se per "evocare" l'Homunculus serva tutta la pietra o ne basti solo un frammento. Uno dei protagonisti, Hugo, tenterà anche di usarla per riportare in vita la madre, riuscendo però a evocare solo il suo spirito e condannandola a vagare nel mondo terreno per l'eternità. Non mancano numerosissimi colpi di scena, che possono essere visti solamente sbloccando tutti i finali disponibili. Eike Kusch può viaggiare tra vari anni 1979 1980, 1902 

## Modalità di gioco
Il gioco è diviso in 10 capitoli tra cui un prologo, 8 capitoli e un epilogo. Il giocatore dovrà controllare con la levetta analogica sinistra Eike per le strade e i locali di Lebensbaum, evitando la sua morte e scoprire chi lo vuole uccidere. Per usare il Digipad (il dispositivo che permette ad Eike di viaggiare nel tempo) basterà selezionarlo e scegliere l'epoca storica in cui si desidera andare. Il Digipad però necessità di unità di energia e ad ogni teletrasporto l'indicatore scenderà di una tacca. La storia prevede 8 finali, visualizzabili compiendo ogni volta scelte diverse, 2 dei quali due potranno essere sbloccati solo dopo aver visto i primi 6. 
Inoltre, se salviamo la partita dopo aver visto i titoli di coda, sarà accessibile un altro menu chiamato Extra. Da lì potremo vedere quanti finali abbiamo sbloccato, i trailer del gioco e le percentuali di completamento.
Dopo aver terminato una volta Shadow Of Memories sarà infatti possibile giocarlo nuovamente, avendo però accesso ad alcuni valori che indicano le percentuali di completamento di ciascun capitolo.
Per fare un esempio pratico, la settima volta che ricomincerete l'avventura (dopo aver sbloccato i 6 finali principali) all'inizio del prologo vi ritroverete al locale a parlare con Dana, e pochi istanti dopo, se sarete uccisi dal solito assassino, quando tornerete in vita la scena del dialogo si ripeterà, ma Eike questa volta riuscirà a prevedere le frasi della ragazza (perché in effetti le ha già udite), e così se verrete uccisi di nuovo, la terza volta non riuscirà nemmeno a bere il caffè (dal momento che ne ha appena bevuti 2 in precedenza). La stessa cosa vale anche per tutti gli altri capitoli. Questo comporterà un aumento della percentuale di completamento di ciascuno di essi. Dunque, sperimentare ogni singola possibilità consentirà di raggiungere percentuali sempre più alte, fino ad arrivare al 100%.